# Полужёсткий дирижабль

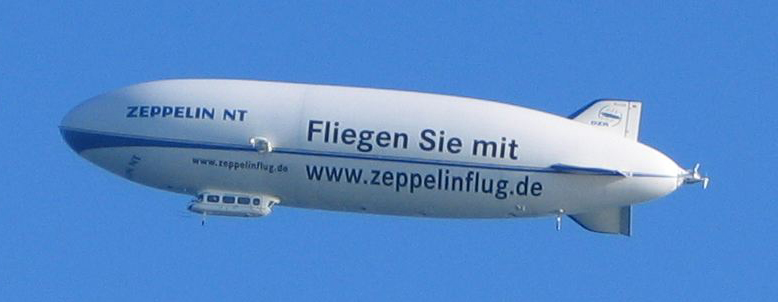
Современный полужёсткий дирижабль «Zeppelin NT», Германия. Дирижабли типа Цеппелин НТ производятся с 1990-х годов немецкой компанией Zeppelin Luftschifftechnik GmbH (ZLT) в Фридрихсхафене (объём 8225 м³, длина 75 м). Они значительно меньше, чем старые Цеппелины, который достигали максимального объема в 200 000 м³.

Полужёсткий дирижабль — разновидность дирижабля, конструктивно выполненного с частичным каркасом, препятствующим деформации его оболочки.

## Конструкция

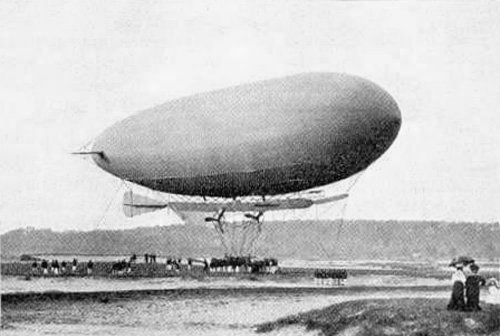
Дирижабли полужёсткого типа отличаются наличием фермы, препятствующей деформации оболочки: полужёсткий дирижабль Gross-Basenach[[:en:Gross-Basenach|^{ [en]}]] (1908)

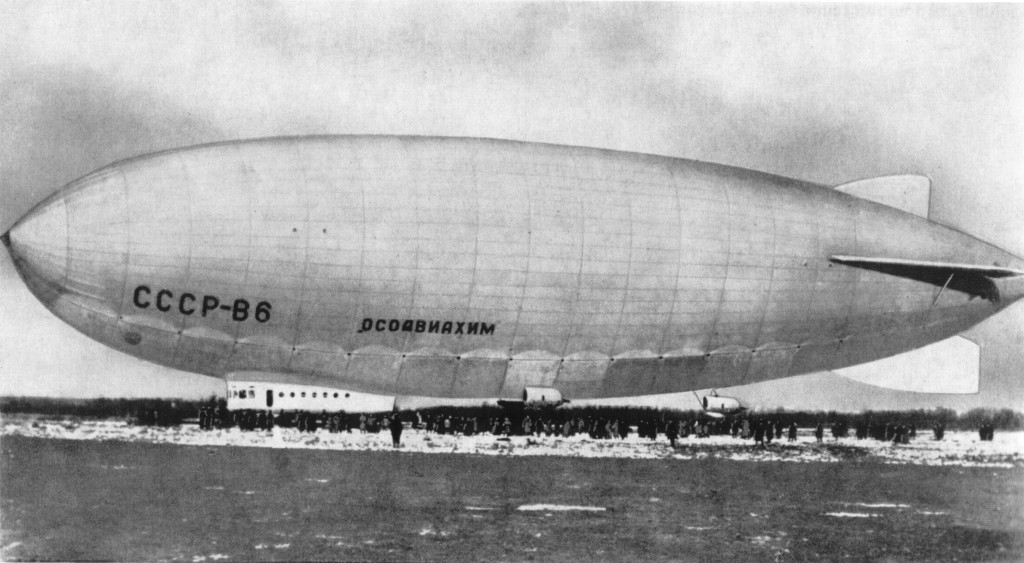
СССР В-6 «Осоавиахим» — дирижабль полужёсткого типа, построенный «Дирижаблестроем»

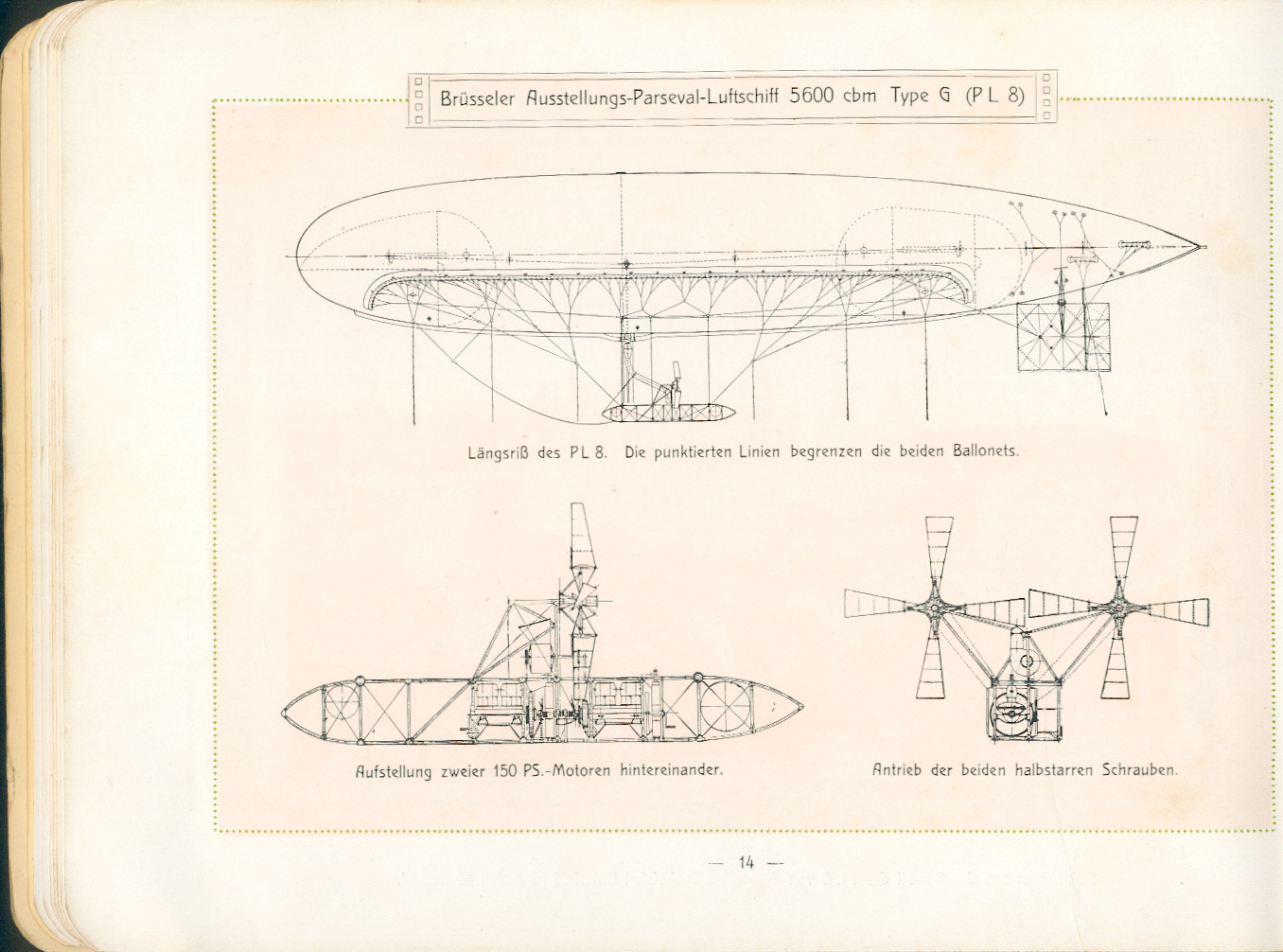
PL-8 (Parseval-Broschuere) 1913

В дирижаблях полужесткого и мягкого типа матерчатый корпус служит как оболочкой для газа, так и несущей основой конструкции. Примером полужёсткого дирижабля является, дирижабль «Италия». Они больше мягких, и поэтому отличаются от них наличием в нижней (как правило) части оболочки фермы, препятствующей её килевой деформации — «переламыванию». Килевая ферма обычно набирается из шпангоутов треугольной формы, соединённых продольными стрингерами. Спереди к килевой ферме крепится носовое усиление, представлявшее собой трубчатые фермы, скреплённые поперечными кольцами, и предназначенное для защиты от набегающего потока воздуха, сзади — кормовое развитие. Также к килевой ферме подвешиваются гондолы: в «Италии» в одной из них располагались рубка управления и пассажирские помещения, в трёх мотогондолах двигатели.
До миниатюризации и повышения характеристик электроники находили своё применение в ПВО Северной Америки в качестве воздушных постов ДРЛО (AWACS), для чего внутри основной оболочки устанавливалась радарная антенна большой площади.
В дирижаблях полужёсткой схемы поперечная неизменяемость внешней формы оболочки достигается только избыточным давлением несущего газа, постоянно поддерживаемым баллонетами — мягкими ёмкостями, расположенными внутри оболочки, в которые нагнетается воздух.